# Adoretus densepunctatus
Adoretus densepunctatus är en skalbaggsart som beskrevs av Benderitter 1925. Adoretus densepunctatus ingår i släktet Adoretus och familjen Rutelidae. Inga underarter finns listade i Catalogue of Life.